# Frullania seriata
Frullania seriata là một loài Rêu trong họ Jubulaceae. Loài này được Gottsche ex Stephani mô tả khoa học đầu tiên năm 1889.